# Konstgjort språk
Ett konstgjort språk (även artificiellt språk, konstruerat språk, konstspråk eller konspråk efter engelskans conlang) är ett språk vars fonologi, grammatik och ordförråd är specifikt skapat av en individ eller en mindre grupp, istället för att spontant ha utvecklats som en del av en kultur som med naturliga språk. Vissa är konstruerade för att användas till mänsklig kommunikation (vanligtvis för att användas som internationella hjälpspråk), medan andra är skapade för att användas i fiktion, lingvistisk experimentering, hemlighet (koder) eller för erfarenheten av att göra det (artistiska språk). Dessa språk är ibland förknippade med konstgjorda världar.
Begreppet planspråk används ibland när man hänvisar till internationella hjälpspråk och av personer som motsätter sig den vanligare termen artificiellt språk.[källa behövs] Vissa kritiker av esperanto hävdar att det är onaturligt att kommunicera på ett planerat sätt. Utanför esperantokretsar hänvisar termen språkplanering till preskriptiva metoder tagna gentemot ett naturligt språk. Vad detta beträffar, skulle även naturliga språk kunna vara draget gentemot en viss mängd konstgjordhet, och i fallet med grammatikor med artificiellt införda regelbundenheter är linjen svår att dra.

## Överblick
Konstgjorda språk är ofta indelade i a priori-språk, vars grammatik och ordförråd mestadels är skapat från noll (genom skaparens fantasi eller automatiska hjälpmedel), och a posteriori-språk, där grammatiken och ordförrådet har sitt ursprung i ett eller flera naturliga språk.
Fiktiva och experimentella språk kan också vara verklighetstrogna, på det sättet att de är avsedda att låta naturliga, och om de har sitt ursprung som a posteriori försöker de följa naturliga regler vad gäller fonologiska, lexikala och grammatiska förändringar. Eftersom dessa språk vanligtvis inte är avsedda för att vara enkla att lära sig eller att kommunicera med, tenderar ett verklighetstroget fiktivt språk att vara svårare och mer komplext, inte minst för att de försöker härma vanligt beteende hos naturliga språk såsom oregelbundna verb och substantiv, komplicerade fonologiska regler, etc.
I ljuset av ovanstående kan de flesta konstgjorda språk i stort delas in som följande:
- Planspråk (eller planerade språk) – vidare indelat i filosofiska språk och logiska språk – skapat i syftet av att experimentera med logik eller filosofi
- Internationella hjälpspråk (eller bara hjälpspråk) – skapat för internationell kommunikation
- Artistiska språk – skapat på estetiska grunder

Gränserna mellan dessa språk är på inga sätt klara. Till exempel finns det fiktiva hjälpspråk, och med vissa konstgjorda språk är det svårt att bestämma om de är ’artistiska’ eller ’planerade’.
Ett konstgjort språk kan ha modersmålstalare om barn lär sig det vid ett tidigt stadium från föräldrar som har lärt sig språket. Esperanto har ett anmärkningsvärt antal modersmålstalare, uppskattat att vara någonstans mellan 200 och 2000. En medlem av det Klingonska Språkinstitutet, d'Armond Speers, försökte uppfostra sin son som en klingonsk modersmålstalare (tvåspråkig med engelska). När ett konstgjort språk har ett antal modersmålstalare, börjar det utvecklas, och förlorar därmed sin konstgjorda status. Till exempel var modern hebreiska baserad på biblisk hebreiska snarare än planerad från noll, och det har genomgått anmärkningsvärda förändringar sedan grundandet av staten Israel år 1948.
Förespråkare för vissa konstgjorda språk har ofta ett flertal anledningar för att använda dem. Bland dessa, citeras ofta den berömda men omdiskuterade Sapir-Whorf-hypotesen vilken hävdar att det språk man talar påverkar ens sätt att tänka. Alltså borde ett "bättre" språk låta talaren uppnå någon högre intelligensnivå, eller omfatta fler olikartade synsätt.